# Бэлза, Игорь Фёдорович
И́горь Фёдорович Бэ́лза (26 января (8 февраля) 1904, Кельцы, Российская империя — 5 января 1994, Москва) — советский музыковед, композитор и литературовед, заслуженный деятель искусств РСФСР (1974), доктор искусствоведения (1954). Муж музыковеда и писательницы Зои Гулинской. Отец музыковеда и телеведущего Святослава Бэлзы.

## Биография
Представитель шляхетского рода, Бэлза провёл детство в Варшаве. Во время Первой мировой войны семья переехала в Киев, где он в 1922—1925 годах учился в Киевской консерватории по классу композиции Бориса Лятошинского. Позднее изучал филологию в Киевском университете, преподавал в консерватории в 1925—1941 годах, с 1936 года — профессор.
В 1941 году переехал в Москву, где два года спустя стал профессором Московской консерватории (до 1949 года). В годы борьбы с космополитизмом подвергался критике за «низкопоклонство» и формализм. Работал также старшим научным сотрудником в Институте истории искусств АН СССР (1954—1961), был заведующим отделом культуры в Институте славяноведения и балканистики АН СССР (с 1961 года).
В 1954 году Бэлзе была присуждена степень доктора искусствоведения за диссертацию по чешской классической музыке.
Бэлзе принадлежат работы по истории чешской и польской музыки, а также монографии, посвящённые русским композиторам и писателям. Он также является автором четырёх симфоний, пяти фортепианных и двух виолончельных сонат, струнного квартета, музыки к спектаклям и кинофильмам. С 1965 года Бэлза возглавлял Дантовскую комиссию АН СССР, входил в состав Пушкинской комиссии. Похоронен в Москве на Ваганьковском кладбище (участок № 41).
Ссылаясь на авторитет А. С. Пушкина, отстаивал версию об отравлении Моцарта Антонио Сальери, являющуюся в музыковедении маргинальной.

## Награды
- Орден Трудового Красного Знамени (28.12.1946)
- Офицер ордена Возрождения Польши (1958 год)[2]
- Знак Тысячелетия польского государства (Польша, 1966 год)[2]
- Нагрудный знак «За заслуги перед польской культурой» (Министерство культуры и искусства Польши, 1970 год)[2]
- Заслуженный деятель искусств РСФСР (1974)

## Членство в научных и музыкальных обществах, почётные учёные степени и награды
- Член Общества имени Ф. Шопена (Польша, 1954 год)[2]
- Почётный член Общества имени А. Дворжака (Чехословакия, 1958 год)[2]
- Почётный член Союза польских музыкантов (Польша, 1960 год)[2]
- Почётный доктор философии Пражского университета (Чехословакия, 1967 год)[2]
- Большая медаль Пражского университета (Чехословакия, 1967 год)[2]
- Почётный член Общества имени Г. Венявского (Польша, 1967 год)[2]
- Академическая медаль мира Всемирного Совета Мира (1975 год)[2]
- Почётный член Общества имени Ф. Шопена (Польша, 1976 год)[2]
- Медаль Союза Польских композиторов (1978)[2]
- Почётный член Плотского научного общества (1980)[2]

## Премии
- Лауреат Премии имени В. Петшака (Издательский институт «Пакс», 1961 год)[2]
- лауреат премии Европейского общества работников культуры (1976 год)[2]

## Основные труды
- Моцарт. — Киев, 1941
- А. П. Бородин. — М., 1944
- Советская музыкальная культура. — М., 1947
- Антонин Дворжак. — М., 1949
- Чешская оперная классика — М., 1951
- История польской музыкальной культуры. — М., 1954
- Р. М. Глиэр. — М., 1955
- Мария Шимановская. — М., 1956
- Витеслав Новак. — М., 1957
- Шопен. — М., 1960
- Забытые польские музыканты. — М., 1963
- Михаил Клеофас Огиньский. — М., 1965
- Александр Николаевич Скрябин. — М., 1982
- Кароль Шимановский, его роль и значение в развитии польской музыкальной культуры. — М., 1984